# Brueelia gracilis
Brueelia gracilis är en insektsart som först beskrevs av Hermann Burmeister 1838.  Brueelia gracilis ingår i släktet draklöss, och familjen fjäderlöss. Arten är reproducerande i Sverige.